# Oliver Fink
Oliver Fink (Hirschau, Baviera, Alemania Federal, 6 de junio de 1982) es un exfutbolista alemán. Jugaba de centrocampista.
Comenzó su carrera en el Jahn Regensburg y en 2009 fichó por el Fortuna Düsseldorf, club donde disputó más de 200 encuentros y fue el capitán del equipo. Tras once temporadas en el primer equipo, el 2 de julio de 2020 se hizo oficial que continuaría su carrera en el filial y que seguiría en el club una vez se retirara.
Su hermano menor Tobias Fink también es futbolista.

## Estadísticas
Ref.
| Jahn Regensburg · Alemania                                                                                       | 2.ª           | 2003-04       | 18  | 1  | 0  | 0 | - | - | - | - | 18  | 1  |
| Jahn Regensburg · Alemania                                                                                       | 3.ª           | 2004-05       | 15  | 0  | 1  | 0 | - | - | - | - | 16  | 0  |
| Jahn Regensburg · Alemania                                                                                       | Total club    | Total club    | 33  | 1  | 1  | 0 | 0 | 0 | 0 | 0 | 34  | 1  |
| Wacker Burghausen · Alemania                                                                                     | 2.ª           | 2004-05       | 18  | 2  | 0  | 0 | - | - | - | - | 18  | 2  |
| Wacker Burghausen · Alemania                                                                                     | 2.ª           | 2005-06       | 30  | 1  | 1  | 0 | - | - | - | - | 31  | 1  |
| Wacker Burghausen · Alemania                                                                                     | 2.ª           | 2006-07       | 18  | 0  | 1  | 0 | - | - | - | - | 19  | 0  |
| Wacker Burghausen · Alemania                                                                                     | Total club    | Total club    | 66  | 3  | 2  | 0 | 0 | 0 | 0 | 0 | 68  | 3  |
| SpVgg Unterhaching · Alemania                                                                                    | 4.ª           | 2007-08       | 33  | 4  | 1  | 0 | - | - | - | - | 34  | 4  |
| SpVgg Unterhaching · Alemania                                                                                    | 3.ª           | 2008-09       | 34  | 1  | 1  | 0 | - | - | - | - | 35  | 1  |
| SpVgg Unterhaching · Alemania                                                                                    | Total club    | Total club    | 67  | 5  | 2  | 0 | 0 | 0 | 0 | 0 | 69  | 5  |
| Fortuna Düsseldorf · Alemania                                                                                    | 2.ª           | 2009-10       | 33  | 2  | 1  | 1 | - | - | - | - | 34  | 3  |
| Fortuna Düsseldorf · Alemania                                                                                    | 2.ª           | 2010-11       | 31  | 3  | -  | - | - | - | - | - | 31  | 3  |
| Fortuna Düsseldorf · Alemania                                                                                    | 2.ª           | 2011-12       | 31  | 4  | 3  | 1 | - | - | 2 | 0 | 36  | 5  |
| Fortuna Düsseldorf · Alemania                                                                                    | 1.ª           | 2012-13       | 26  | 3  | 3  | 0 | - | - | - | - | 29  | 3  |
| Fortuna Düsseldorf · Alemania                                                                                    | 2.ª           | 2013-14       | 27  | 1  | 0  | 0 | - | - | - | - | 27  | 1  |
| Fortuna Düsseldorf · Alemania                                                                                    | 2.ª           | 2014-15       | 12  | 2  | 0  | 0 | - | - | - | - | 12  | 2  |
| Fortuna Düsseldorf · Alemania                                                                                    | 2.ª           | 2015-16       | 20  | 2  | 1  | 0 | - | - | - | - | 21  | 2  |
| Fortuna Düsseldorf · Alemania                                                                                    | 2.ª           | 2016-17       | 23  | 1  | 1  | 0 | - | - | - | - | 24  | 1  |
| Fortuna Düsseldorf · Alemania                                                                                    | 2.ª           | 2017-18       | 22  | 0  | 2  | 1 | - | - | - | - | 24  | 1  |
| Fortuna Düsseldorf · Alemania                                                                                    | 1.ª           | 2018-19       | 18  | 3  | 1  | 0 | - | - | - | - | 19  | 3  |
| Fortuna Düsseldorf · Alemania                                                                                    | 1.ª           | 2019-20       | 14  | 0  | 2  | 0 | - | - | - | - | 16  | 0  |
| Fortuna Düsseldorf · Alemania                                                                                    | Total club    | Total club    | 257 | 21 | 14 | 3 | 0 | 0 | 2 | 0 | 273 | 24 |
| Total carrera | Total carrera | Total carrera | 423 | 30 | 19 | 3 | 0 | 0 | 2 | 0 | 444 | 33 |
| (1) Incluye datos de la Copa de Alemania (2) Incluye datos de la promoción de ascenso y descenso a 1. Bundesliga |               |               |     |    |    |   |   |   |   |   |     |    |